# Chiesa dei Santi Quirico e Giulitta (Campi Bisenzio)
La chiesa dei Santi Quirico e Giulitta si trova nel centro storico dell'ex castello di Capalle, nella parte settentrionale del territorio del comune di Campi Bisenzio, in provincia di Firenze, diocesi della medesima città

## Storia e descrizione
La chiesa è l'unica del vicariato a fregiarsi del titolo di Propositura, residuo del periodo in cui la parrocchia godeva di uno status speciale che la rendeva direttamente sottoposta all'arcivescovo fiorentino.
Attestata fin dal XIII secolo, la chiesa ha subito nei secoli restauri e rifacimenti e si presenta come un edificio ad un'unica navata coperta a capriate, affiancato da corpi di fabbrica ad uso di canonica.
La facciata conserva una parte del paramento lapideo medievale, in alberese con fasce in marmo verde di Prato.

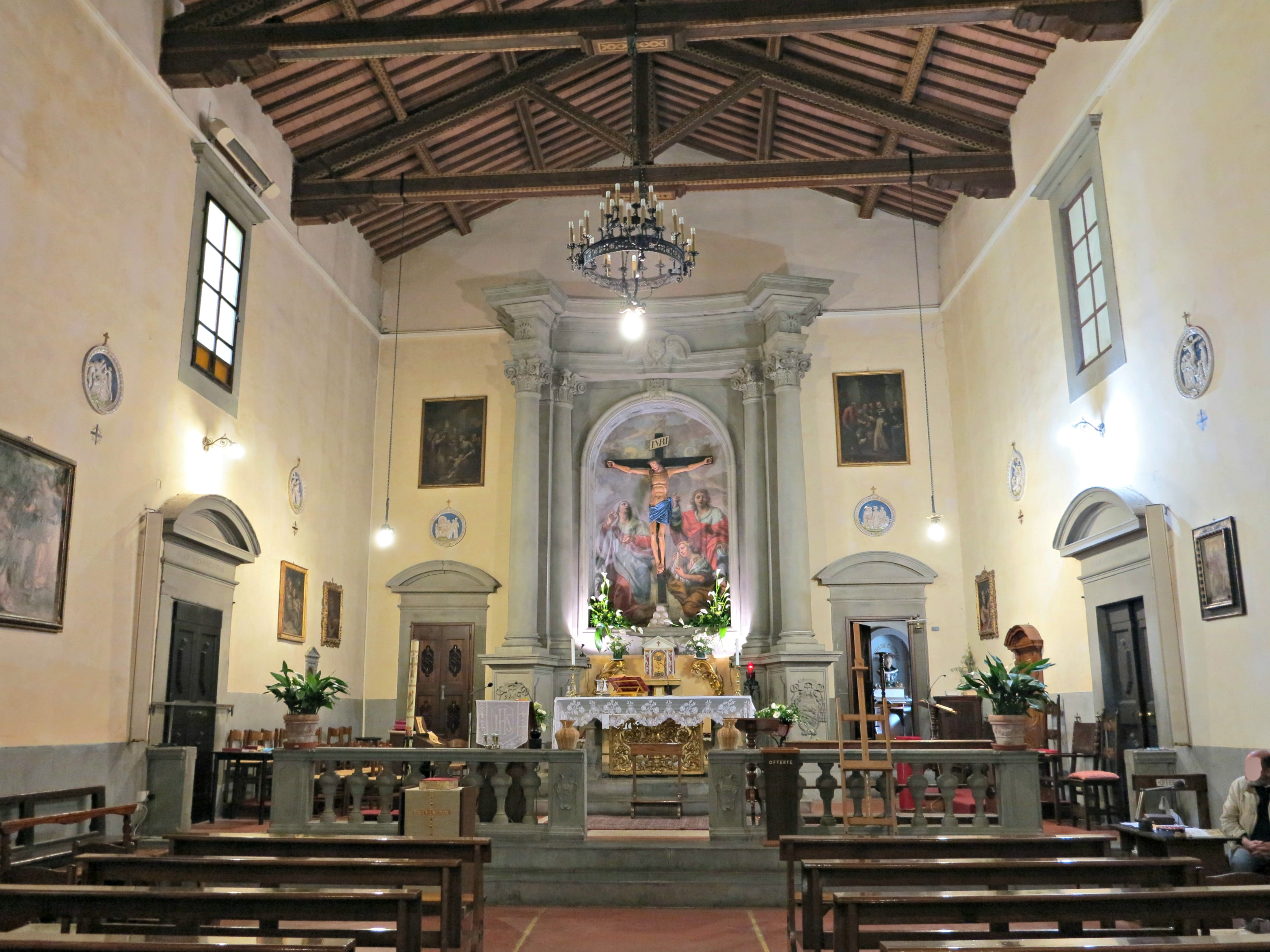
L'interno

L'interno conserva numerose testimonianze artistiche: dietro l'altare maggiore è un Crocifisso databile tra al fine del Quattrocento e l'inizio del Cinquecento circondato dai Dolenti ad affresco opera di Michele Arcangelo Palloni (una delle due sole opere presenti in Italia del pittore campigiano). 
Nel primo altare a sinistra troviamo una tela con Sant'Andrea Corsini che distribuisce il pane ai poveri di Francesco Curradi, nel secondo altare un'altra con La Madonna del Rosario con Santi di Giovanni Nigetti e a seguire l'Annunciazione di Bernardino Monaldi, firmata e datata 1590. 
La chiesa conserva anche numerose reliquie di santi: Enea, Onorio e Valerio.